# КБ Стрелка
«КБ Стрелка» — российская консалтинговая компания, оказывающая услуги в области городского развития. Работает в 360 городах России, а в ее экспертную сеть входят более 2 тыс. участников в 45 странах и 24 регионах РФ. Доли в компании принадлежат основателям Денису Леонтьеву и Варваре Мельниковой, а также Институту медиа, архитектуры и дизайна «Стрелка».
Компания разрабатывает стратегические документы развития городов, территорий и компаний, включая стратегические мастер-планы, программы развития, функциональные модели использования, стандарты комплексного развития и архитектурные концепции. Компания финансирует деятельность и исследования Института «Стрелка».

## Деятельность
КБ Стрелка была основана в 2013 году. Компания начала с организации архитектурных конкурсов, среди которых — конкурсы на разработку концепции парка «Зарядье», станций московского метрополитена «Солнцево» и «Новопеределкино», Центра нанотехнологий и нанонауки Тель-Авивского университета. Позднее КБ Стрелка проводила конкурсы на разработку входной группы Парка Горького и концепций развития общественных пространств в 15 городах России, а из последних мероприятий — международные архитектурные конкурсы для летнего кинотеатра Garage Screen и набережной федеральной территории «Сириус».
Среди стратегических документов — стандарты комплексного развития территорий, программа развития моногородов, мастер-планы развития территорий, сводный стандарт благоустройства улиц Москвы, который использовался при реализации программы «Моя улица» с 2015 года. При участии компании разработан Индекс качества городской среды для 1112 городов, который принят Минстроем России для оценки деятельности региональных и местных властей. По дизайн-проектам компании проведено благоустройство около 200 территорий в программе правительства Москвы «Моя улица». В программе формирования комфортной городской среды компания принимала участие в разработке дизайн-проектов общественных пространств для 40 городов России.
В 2015 году было создано архитектурное бюро Strelka CA, которое возглавляет выпускница Института «Стрелка» Дарья Парамонова. Бюро разрабатывает архитектурные концепции и проекты для сложных многофункциональных пространств. КБ Стрелка и Strelka СА вместе работают над многими проектами. Одним из последних совместных проектов стала реставрация объекта культурного наследия, кинотеатра «Художественный», в 2021 году. Также Strelka CA разработала архитектурные концепции спортивного центра Nike Box MSK в Парке Горького, Еврейского общинного центра в Москве, учебного комплекса с поселком для приемных семей «Точка будущего» в Иркутске.
С 2017 года КБ Стрелка разрабатывает функциональные модели и мастер-планы территорий. Среди таких проектов — концепция постсобытийного развития острова Октябрьский в Калининграде, концепция развития нового района на месте бывшего аэропорта в Саратове и функциональная модель стадиона ЦСКА. К мастер-планам относятся проекты реновации жилых районов в Ноябрьске и Кингисеппе. А в 2021 году КБ Стрелка создала мастер-план первого национального веломаршрута «Вело1» между Москвой и Санкт-Петербургом.
В 2018 году КБ Стрелка заключила соглашение с Cisco о совместном развитии решений для умного города, а в 2019-м начала разрабатывать стратегии пространственного развития, включая проекты туристических кластеров «Арзамас — Дивеево — Саров» и Кисловодска, а также стратегические мастер-планы Красноярска и Байкальска.
С 2020 года КБ Стрелка занимается проектами в сфере бренд-урбанизма. К ним относится исследование велоинфраструктуры в 15 российских городах-миллионниках, проведенное совместно с Delivery Club, и исследование о влиянии городской среды на развитие диабета в рамках международной программы «Города побеждают диабет».
В 2021 году КБ Стрелка заключила соглашение с ПАО АФК «Система» для повышения качества жизни в городах и устойчивого роста городской экономики в России.
К 2021 году компания реализовала проекты в 360 городах России.
Другое направление деятельности компании — городские исследования. «Стрелка» автор многих исследований городских пространств, перспектив их развития, составитель различных рейтингов и индексов городов.
КБ Стрелка организатор международных архитектурных конкурсы, среди которых — разработка входной группы Парка Горького, проектов стандартного жилья и жилой застройки, благоустройства территорий в 15 городах России, станций московского метрополитена «Солнцево» и «Новопеределкино». В рамках конкурсной практики компании были разработаны функциональные модели парка Зарядье, школы Летово.

## Исследования
Исследовательское направление в компании представлено пятью центрами компетенций.
- Центр экономической экспертизы. Финансовое моделирование, прикладные социально-экономические и узкоотраслевые исследования с целью разработки управленческих решений.[28]
- Центр устойчивого развития. Исследования, разработка методологии и рекомендаций в области экологии, ESG и устойчивого развития городов и компаний.[29][30]
- Центр городской антропологии. Прикладные социокультурные и маркетинговые исследования для определения потребностей различных аудиторий и сообществ.[31]
- Лаборатория онлайн-краудсорсинга. Разработка краудсорсинговых платформ для сбора идей, их семантического анализа, классификации и визуализации.[32][33]
- Центр городских данных. Сбор, обработка и анализ цифровых и картографических данных о городах, их визуализация, а также картографирование на их основании.[34][35]